# Ginestra Fiorentina
Ginestra Fiorentina è una frazione del comune di Lastra a Signa in provincia di Firenze.

## Geografia fisica
La frazione costeggia il torrente Pesa, che segna il confine a sud con il comune di Montespertoli. A ovest del paese è presente l'uscita della strada di grande comunicazione Firenze-Pisa-Livorno.

## Storia
Secondo il Dizionario geografico fisico storico della Toscana di Emanuele Repetti, sul luogo esisteva un antico spedale per i pellegrini situato sul bivio tra la strada maestra che costeggiava la ripa destra del torrente Pesa, con quella che saliva sui poggi della Romola.
Ampliata negli anni '60 del secolo scorso, è una delle più grandi frazioni di Lastra a Signa.
La chiesa principale è la moderna chiesa dell'Immacolata Concezione a Ginestra Fiorentina, mentre storica è la pieve dei Santi Ippolito e Cassiano, consacrata nel 1091, la cui comunità un tempo era sotto il controllo del comune di Montelupo Fiorentino.

## Sport
La squadra di calcio locale è la "Polisportiva Ginestra A.S.D."

## Luoghi d'interesse

### Architetture religiose
- Pieve dei Santi Ippolito e Cassiano
- Chiesa dell'Immacolata Concezione a Ginestra Fiorentina

## Architetture civili

### Ville
- Villa Corte di Poggio Le Topole
- Villa Borghese
- Villa Florenzi Martorelli
- Villa San Giorgio

### Ponti
- Ponte sul Pesa a Ginestra Fiorentina

### Spedali
- Spedale della Ginestra